# 페데르날레스주

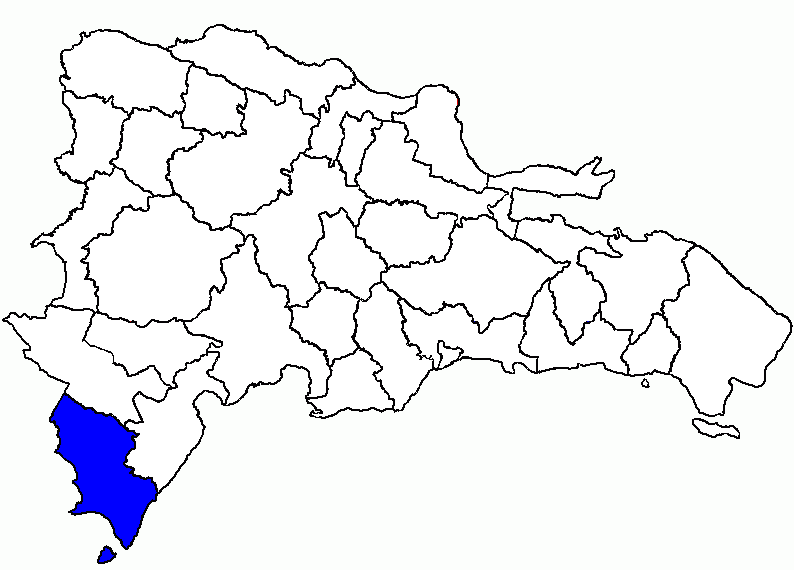
페데르날레스 주의 위치

페데르날레스주(스페인어: Pedernales)는 도미니카 공화국 남서부에 위치한 주로 주도는 페데르날레스이며 면적은 2,074.53km2, 인구는 52,165명(2014년 기준)이다. 1957년 바라오나 주에서 분리되어 신설되었다.
북쪽으로는 바라오나 주와 인데펜덴시아 주, 동쪽으로는 카리브해, 서쪽으로는 아이티와 접한다. 2개 지방 자치체와 2개 지구를 관할한다.